# Langburkersdorf (zámek)
Zámek Langburkersdorf (německy Schloss Langburkersdorf) je památkově chráněná budova ve vsi Langburkersdorf (místní část města Neustadt in Sachsen) v německém zemském okrese Saské Švýcarsko-Východní Krušné hory. Zámecká budova byla postavena po požáru roku 1611 ve stylu saské renesance a barokně upravena roku 1749. Zámek je ve vlastnictví města, které jej využívá pro různé společenské a kulturní události.

## Historie

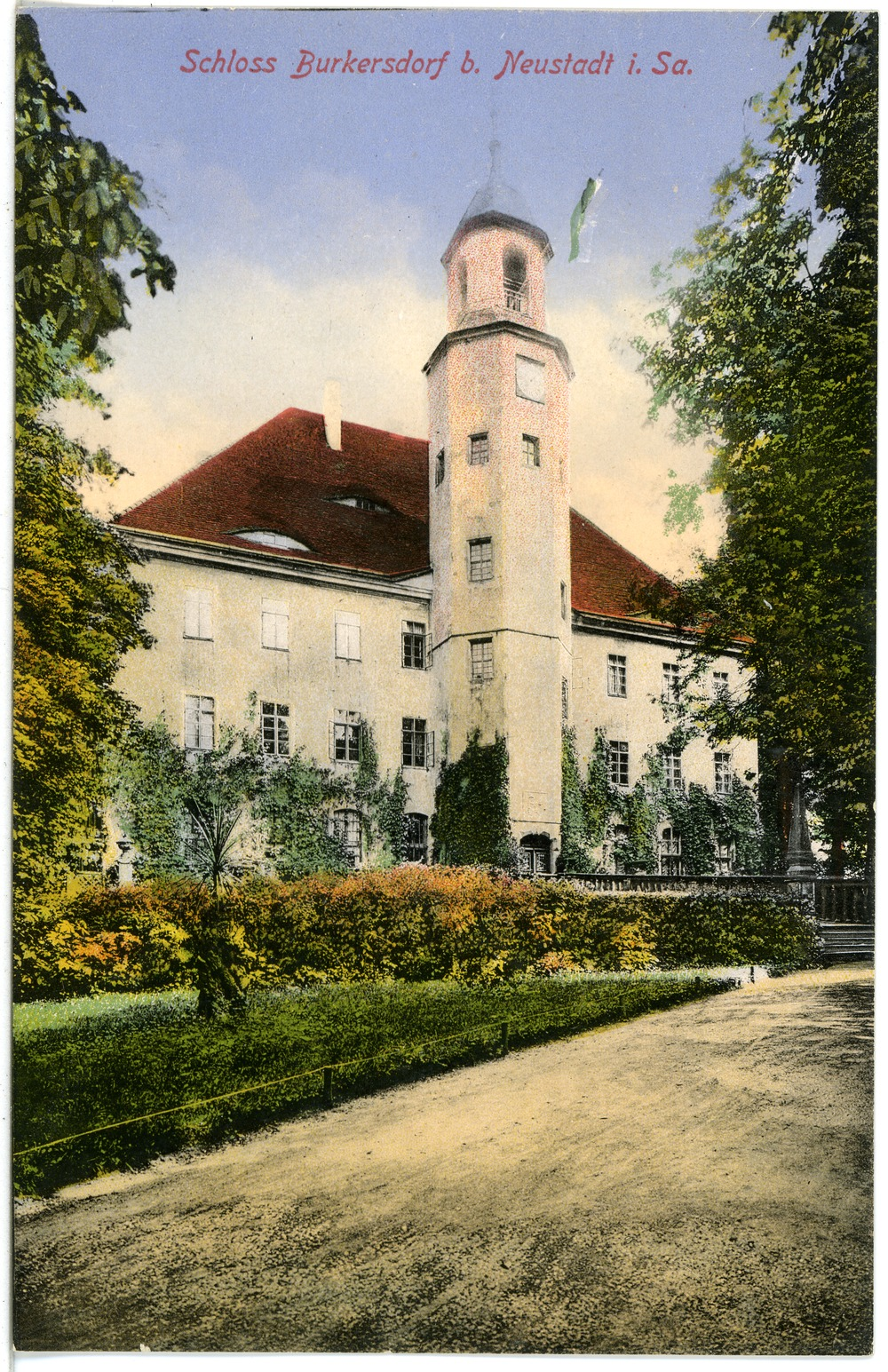
Zámek na pohlednici z roku 1914

Ves Langburkersdorf vznikla patrně v polovině 13. století a nedlouho poté zde byl založen rytířský statek. Ten je v písemných pramenech prvně zmiňován roku 1423, kdy jej vlastnil hohnsteinský hejtman Leuthold von Luttitz, vazal Berků z Dubé. Dne 28. června 1584 statek vyhořel. Roku 1611 byla na jeho místě postavena zámecká budova ve stylu doznívající saské renesance. Během následujících staletí se držitelé zámku často střídali. Roku 1749 prošel barokními stavebními úpravami a do průčelí byla přistavěna věž. V roce 1906 navštívil zámek se svým rozsáhlým doprovodem saský král Fridrich August III. (1865–1932). Roku 1925 majetek odkoupil saský penzijní ústav, který zde po rozsáhlých stavebních úpravách zřídil domov důchodců. Statek v této době zásoboval zemědělskými produkty kliniku Hohwald. Ve 30. a 40. letech 20. století sloužil zámek jako zotavovna, v letech 1947–1966 jej používala hohwaldská klinika k rekonvalescenci pacientů po léčbě tuberkulózy. Roku 1966 přešel zámek do vlastnictví okresu Sebnitz. Nový vlastník jej začal v roce 1981 rekonstruovat, roku 1991 pak byly obnoveny vnější fasády. V roce 1992 se stal zámek majetkem penzijního ústavu, od kterého jej roku 1997 odkoupila společnost Schloss-Park-Entwicklungsgesellschaft mbH.
Po dlouhých jednáních odkoupila celý zámecký areál roku 2000 tehdejší obec Hohwald. Téhož roku byl založen spolek Förder- und Heimatverein Schloss Langburkersdorf e. V., jehož úkolem se stala především pomoc při připravované rekonstrukci. Po sloučení obce Hohwald s městem Neustadt in Sachsen roku 2007 přešel zámek do vlastnictví města. Celková rekonstrukce začala roku 2008, kdy se zámecká budova dočkala opravy krovů a položení nové střešní krytiny. V letech 2010–2011 následovala rekonstrukce exteriéru, z interiéru bylo dokončeno první a druhé patro, roku 2012 také přízemí. Rekonstrukční práce skončily v roce 2013.
Zámecký areál je chráněn jako nemovitá kulturní památka pod číslem 09303128. Přízemí zámku slouží především pro pořádání kulturních a společenských akcí, jako např. koncertů, slavností či svateb, místnosti v patrech jsou využívány především jako kanceláře a zázemí pro konané akce.

## Popis
Třípodlažní zámecká budova stojí na obdélníkovém půdorysu. Z průčelí vystupuje osmiboká schodišťová věž zakončená lucernou, ke které vede kamenný most. V přízemí je umístěn svatební salón a slavnostní sál s kazetovými stropy pocházejícími ze 17. století. Kazetové stropy zanikly při přestavbě v 18. století a 48 původních desek bylo objeveno až při rekonstrukci na počátku 21. století. Desky jsou zdobeny figurálními a ornamentálními motivy. Západním až jižním směrem navazují na zámek bývalé hospodářské budovy z přelomu 18. a 19. století a zámecký park.